# Svätoplukovo
Svätoplukovo (Hongaars: Salgó) is een Slowaakse gemeente in de regio Nitra, en maakt deel uit van het district Nitra.
Svätoplukovo telt 1.354 inwoners.